# Esarcus martini
Esarcus martini är en skalbaggsart som beskrevs av Edmund Reitter 1887. Esarcus martini ingår i släktet Esarcus och familjen vedsvampbaggar. Inga underarter finns listade i Catalogue of Life.